# Nicolás III de Mecklemburgo
Nicolás III, señor de Mecklemburgo (después de 1230 - 8 de junio de 1289 o 1290) era desde 1264 hasta 1289 señor de Mecklemburgo.
Fue el hijo de Juan I y su esposa, Lutgarda de Henneberg (1210-1267), la hija del conde Poppo VII de Henneberg. El 9 de enero de 1266, fue nombrado canónigo de la catedral de Lübeck. En 1269 fue también un sacerdote en la iglesia de Santa María en Wismar.
Cuando Enrique I fue hecho prisionero durante una peregrinación a Tierra Santa, Nicolás III y su hermano Juan II asumió la regencia por los hijos de Enrique, menores de edad. Es mencionado por última vez vivo en un documento datado del 2 de abril de 1289.
Murió el 8 de junio de 1289 o 1290 y fue enterrado en la catedral de Doberan.